# Parafia Chrystusa Odkupiciela w Końskich
Parafia Chrystusa Odkupiciela w Końskich – rzymskokatolicka parafia w Końskich, należąca do dekanatu koneckiego w diecezji radomskiej.

## Historia
Kaplicę drewnianą pw. Chrystusa Odkupiciela zbudowano w 1984 staraniem ks. Tadeusza Kowalczyka i ks. Jana Rudniewskiego. Parafia erygowana 1 lipca 1984 z wydzielonego terenu parafii św. Mikołaja w Końskich, przez Ordynariusza Diecezji Radomskiej, Księdza Biskupa Edwarda Materskiego. Kościół pod wezwaniem Chrystusa Odkupiciela w Końskich został wybudowany w latach 1986–1995 według projektu architekta Tadeusza Borsy z Warszawy i konstruktora Zbigniewa Glejcha, staraniem ks. Tadeusza Kowalczyka. Poświęcenia w stanie surowym dokonał bp. Edward Materski w październiku 1995. Całość poświęcił 22 września 1996 bp Adam Odzimek. Kościół jest trójnawowy, murowany z cegły czerwonej. 

## Proboszczowie
- 1984–1998 – ks. kan. Tadeusz Kowalczyk
- 1999–2014 – ks. kan. Wiesław Koseła[1]
- od 2014 – ks. kan. Artur Kowalczyk[2]

## Zasięg parafii
Do parafii należą wierni z Końskich mieszkający przy ulicach: Gimnazjalnej, Kazanowskiej (część), Kieleckiej (część), Kołłątaja, Konopnickiej, Kopernika, Krakowskiej (część), 3 Maja (część), Mickiewicza, Niepodległości, PCK, Piłsudskiego (część), Polnej (część), Pułaskiego, Spacerowej, Stoińskiego, Zachodniej, Żeromskiego oraz wierni z miejscowości: Gracuch, Jeżów, Nałęczów i Proćwin.